# Héreg
Héreg è un comune dell'Ungheria di 1.015 abitanti (dati 2001). È situato nella contea di Komárom-Esztergom, nell'Ungheria settentrionale.